# Fraseria cinerascens
El papamoscas cejiblanco (Fraseria cinerascens) es una especie de ave paseriforme de la familia Muscicapidae propia de África occidental y central. Su hábitat natural son los bosques húmedos tropicales.